# Ophiophycis mirabilis
Ophiophycis mirabilis är en ormstjärneart som beskrevs av Jean Baptiste François René Koehler 1901. Ophiophycis mirabilis ingår i släktet Ophiophycis och familjen fransormstjärnor. Inga underarter finns listade i Catalogue of Life.